# Введенский храм (Астрахань)
Храм в честь Введе́ния во храм Пресвято́й Богоро́дицы (кратко Введе́нский храм) — храм Астраханской епархии Русской православной церкви, расположенный в Астрахани. В настоящее время является приписным к Иоанно-Предтеченскому монастырю, поблизости от которого расположен.

## История
Храм был построен в 1818-1822 годах. В 1923—1939 годах был захвачен обновленцами, затем закрыт и передан автошколе. По постановлению Астраханского облисполкома от 11 августа 1953 года здание храма было переоборудовано под автошколу «Глававтотранскадры». Колокольня храма была снесена, внутри установлены многочисленные перегородки.
В 1994 году возвращён Русской православной церкви. В 1996 году на храме был установлен крест. В 2005 году был взят на попечение братией Иоанно-Предтеченского монастыря, в храме возобновились богослужения.

## Современное состояние
В настоящее время храм находится в крайне аварийном состоянии. В воскресные дни и в двунадесятые праздники в храме служится Литургия. Исповедь накануне вечером в Иоанно-Предтеченском монастыре в 16:30.
Силами монастыря в храме был проведен ряд улучшений — сделана кровля, проведено отопление, выложены полы, поставлены окна, леса для поддержания купола. В декабре 2014 года был исследован грунт и фундамент храма, и наместник Иоанно-Предтеченского монастыря игумен Петр (Барбашов) сообщил журналистам, что храм будет восстанавливаться: «Мы будем обвязывать храм лесами, ставить барабан, завершение шатровой части, купол».

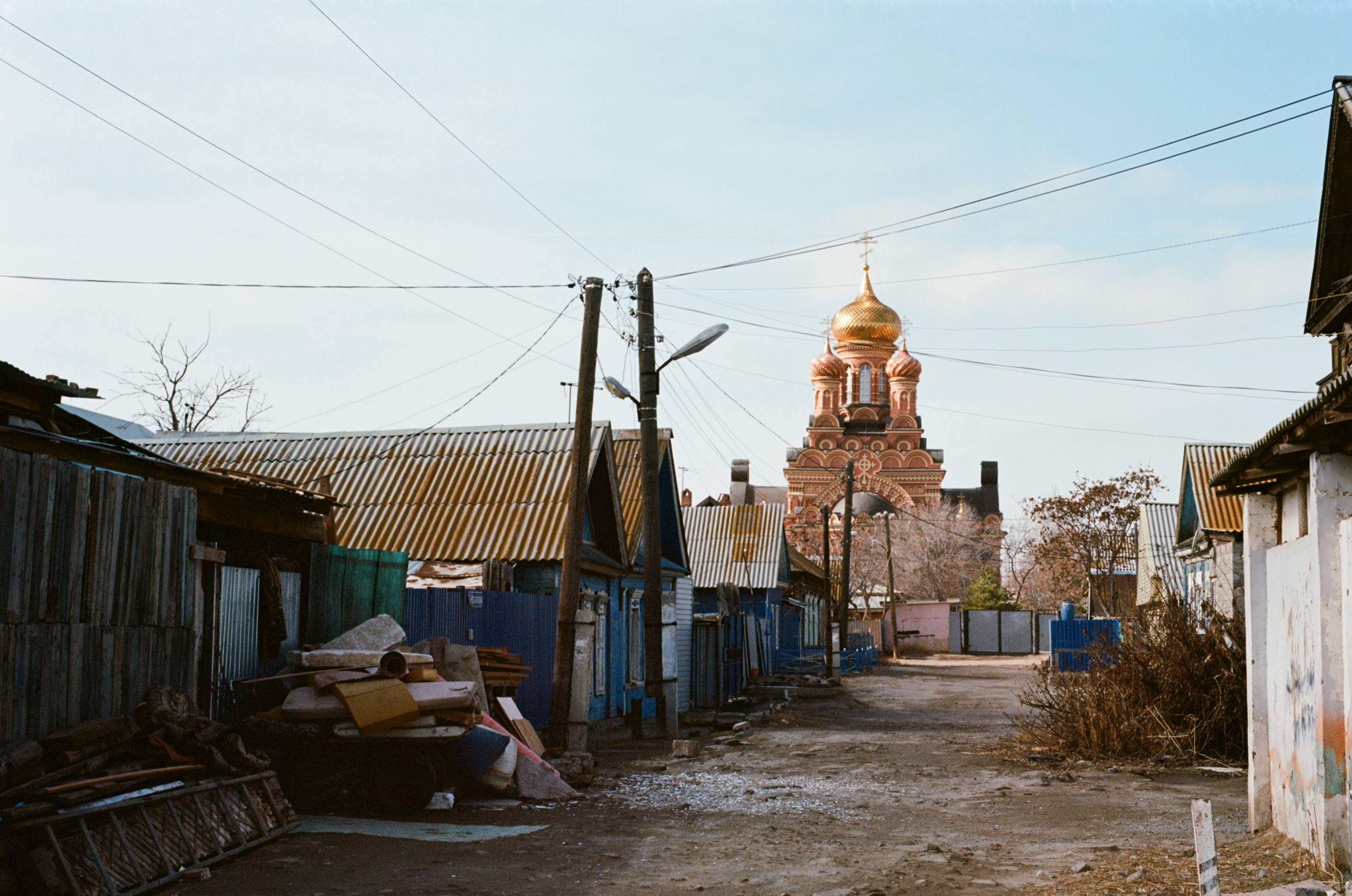
Общий вид с востока (2020)

В мае 2016 года на храме появился новый крест.